# BH90210
BH90210 es una serie de televisión estadounidense de comedia dramática que se estrenó el 7 de agosto de 2019 en Fox. La serie es un reinicio de la serie de televisión de los años 90, Beverly Hills, 90210. y es la sexta serie en la franquicia Beverly Hills, 90210. La serie es protagonizada por Jason Priestley, Shannen Doherty, Jennie Garth, Ian Ziering, Gabrielle Carteris, Brian Austin Green y Tori Spelling quienes volverán en la nueva serie, interpretándose a sí mismos en una versión más elevada de la realidad inspirada en sus vidas y relaciones reales.
En noviembre de 2019, Fox canceló la serie después de sólo una temporada.

## Reparto

### Principal
- Gabrielle Carteris como ella misma
- Shannen Doherty como ella misma
- Jennie Garth como ella misma
- Brian Austin Green como él mismo
- Jason Priestley como él mismo
- Tori Spelling como ella misma
- Ian Ziering como él mismo

### Invitados
- Carol Potter como ella misma
- Christine Elise como ella misma
- La La Anthony como Shay
- Vanessa Lachey como Theresa
- Ivan Sergei como Nate
- Karis Cameron como Kyler
- Evan Roderick como Chaz Bryant
- Brad Bergeron como Matthew
- Destiny Millns como Heather
- Natalie Sharp como Anna
- Denise Richards ella misma

## Episodios
| N.º | Título            | Dirigido por              | Escrito por | Fecha de emisión original | Audiencia (millones) |
| --- | ----------------- | ------------------------- | --- | ------------------------- | -------------------- |
| 1   | «The Reunion»     | Elizabeth Allen Rosenbaum | Historia de: Tori Spelling, Jennie Garth, Mike Chessler y Chris Alberghini Guion de: Mike Chessler, Chris Alberghini y Paul Sciarrotta | 7 de agosto de 2019       | 3.86                 |
| 2   | «The Pitch»       | Howard Deutch             | Katie Wech | 14 de agosto de 2019      | 2.52                 |
| 3   | «The Photo Shoot» | Jason Priestley           | Historia de: Jason Coffey y Merigan Mulhern Guion de: Jason Coffey, Merigan Mulhern, Mike Chessler y Chris Alberghini                  | 21 de agosto de 2019      | 2.19                 |
| 4   | «The Table Read»  | Melanie Mayron            | Historia de: Michelle Furtney-Goodman y Conner Good Guion de: Mike Chessler y Chris Alberghini                                         | 28 de agosto de 2019      | 1.94                 |
| 5   | «Picture's Up»    | Kabir Akhtar              | Historia de: Mike Deas y Ben O'Hara Guion de: Mike Chessler y Chris Alberghini                                                         | 4 de septiembre de 2019   | 1.89                 |
| 6   | «The Long Wait»   | Gina Lamar                | Historia de: Paul Sciarrotta Guion de: Aaron Fullerton, Mike Chessler y Chris Alberghini                                               | 11 de septiembre de 2019  | 1.89                 |

## Producción
En diciembre de 2018 se informó en Deadline Hollywood que un reinicio de Beverly Hills, 90210 estaba siendo comprado en diferentes cadenas. El proyecto fue desarrollado inicialmente por Tori Spelling y Jennie Garth en conjunto con CBS Television Studios, y fue insinuado por primera vez por Spelling en su página de Instagram el marzo anterior. Se adjunta la mayor parte del elenco original, incluyendo a Garth, Spelling, Shannen Doherty, Jason Priestley, Ian Ziering, Brian Austin Green y Gabrielle Carteris. CBS confirmó el 18 de diciembre que el proyecto estaba en «desarrollo temprano», añadiendo que «no estamos confirmando muchos detalles, excepto que se trata de una versión no tradicional de un reinicio con algunos de los actores originales».
El 1 de febrero de 2019, Spelling confirmó que se estaba reiniciando la serie, declarando: «Es el equipo de los JJ.OO. de nuevo juntados, y estamos jugando con versiones aumentadas de nosotros mismos. Los fans estarán gratamente sorprendidos, sin embargo, porque vamos a intercalar eso con escenas de la serie. Así que será todo un elenco». Añadió que «casi todo el mundo» del elenco original estaba a punto de regresar, con la participación de Luke Perry inicialmente presumiblemente limitada debido a su trabajo en Riverdale hasta su muerte el 4 de marzo.
Después de la muerte de Perry, David Stapf, ejecutivo de CBS Television, dijo que la nueva serie lo honraría de alguna manera. Stapf también confirmó que Spelling lanzó la idea de un nuevo programa de televisión que reuniera al elenco original.
El 27 de febrero de 2019, se anunció que Fox había ordenado un reinicio de seis episodios. Según un comunicado de prensa del 26 de abril de 2019, el reinicio, rebautizado como BH90210, incluirá a un elenco que interpretará «versiones elevadas de sí mismos» en un drama irreverente «inspirado en sus vidas reales y en sus relaciones mutuas». El 8 de mayo de 2019, se anunció que se estrenaría el 7 de agosto de 2019.